# ティモシー・ケラー
ティモシー・J・ケラー（Timothy J. Keller, 1950年9月23日 - 2023年5月19日）は、アメリカ合衆国の牧師、神学者、キリスト教弁証家。ニューヨークにある長老派のメガ・チャーチ、リディーマー長老教会の牧師をする傍らキリスト教関連の書籍を執筆した。代表作は" The Reason for God " で、ニューヨーク・タイムズのベストセラーリストにも掲載されている。また、『結婚の意味 わかりあえない2人のために』は歌手のジャスティン・ビーバーも結婚前に読んでいたことが報道されている。

## 生い立ち
1950年9月23日にペンシルベニア州アレンタウンで生まれる。バックネル大学在学時に信仰を持ち、1972年に卒業。1975年にゴードン・コンウェル神学校で神学修士号、1981年にウェストミンスター神学校で博士号を取得した。神学校卒業後、アメリカ長老派教会の牧師に任命され、9年間バージニア州ホープウェルのウェストホープウェル長老派教会の牧師を務め、その後教団の慈善事業部の責任者として奉仕した。  また、母校であるウェストミンスター神学校で実践神学の教授を務め、妻のキャシーと共に都市伝道に従事していた。その後、1989年に教団から任命を受けマンハッタンに転居、リディーマー長老教会を開拓した。 
2008年には" The Reason for God "という題の書籍を執筆した。ケラーがニューヨークでの宣教活動中に受けたキリスト教信仰に対する一般的な反対意見に基づいて執筆されたこの書籍は米国でベストセラーになり、ニューヨーク・タイムズのベストセラーリストの2008年ノンフィクションの部で7位を獲得した。
膵臓癌との闘病の末、2023年5月19日に死去した。72歳没。

## 私生活
ゴードン・コンウェル神学校の同期であったキャシーと交際、卒業目前の最後の学期初め結婚している。現在、ケラー夫妻はニューヨーク市のルーズベルト島在住で、デイビッド、マイケル、ジョナサンという3人の息子がいる。 
甲状腺ガンを発症したことがあり、2002年の夏に摘出手術を受けた。 

## 宣教活動
その宣教活動とキリスト教弁証家としての活動から、ニューズウィーク誌で「21世紀のCSルイス 」と評された。また、世俗的な新聞であるニューヨーク・タイムズに度々取り上げられ、「都市部の知識層に訴えかける牧師」として注目されている。自身が開拓したリディーマー長老教会は毎週日曜日の礼拝出席者が5,000人を超すメガ・チャーチとなり、さらに同教会の開拓伝道者養成機関「リディーマー・シティー・トゥー・シティー」を通じて世界54都市に381教会を立ち上げている。 

### リディーマー長老教会
ケラーの開拓したリディーマー長老協会は当初50人しか礼拝出席者がいなかったが、1992年には1,000人を超え、アメリカ同時多発テロ直後からは礼拝出席者が5,000人を超える教会になった。これにより、ケラーは「都市において最も成功した福音主義者」と呼ばれている。また、この教会は2004年に「マンハッタンで最も活気のある教会の一つ」としてクリスチャニティ・トゥディ誌に称された。
この教会は他のメガ・チャーチとは異なり、都市で生活する独身の若手知識層が多数を占める。中でもアジア系アメリカ人は全体の4割を占め、また多くの教会員が文系や金融系の仕事に就いている。また、ケラーが政治的立場を明確にすることを避けていることから、この教会は政治的に中立であるとされている。
また、この教会ではHope for New York（英語）というNPOを運営しており、ニューヨーク市内で活動する40以上のキリスト教系のミニストリーにボランティアと寄付を提供している。また、教会の活動の一部として神学校を運営して教職者を訓練し、ニューヨークや他の都市に派遣している。  
2017年7月1日、ケラーはリディーマー長老教会の主任牧師を退任。その後は後進の育成と、同教会の開拓伝道者養成機関「リディーマー・シティー・トゥー・シティー」を通じた世界中の都市への教会開拓の働きに集中している。

## 神学的立場
ケラーはアメリカにおいて「福音派」の持つ（キリスト教根本主義を含む）政治的な印象から、福音派と呼ばれることを避け自らを「正統派（Orthodox）」と称することを好む。個人的な回心と新生、そして聖書の権威を重視しており自らをカルヴァン主義者と位置付けるが、その現代的な教義解釈が伝統的な解釈と異なることについて批判されている。彼はしばしば「新カルヴァン主義者」と称されることがある。

### 福音主義
ケラーの活動の根本にあるのは福音の教理である。特にカルヴァン主義神学の根幹となる人間の全的堕落、不可抗的恩恵などを強調する。その福音理解は彼が頻繁に利用する以下のような説明に要約される。「福音とは次の通りである。我々は自らが考えているよりもずっと罪深く、欠陥だらけである。しかしまた同時に、我々は自らが考えているよりもずっと多くイエス・キリストに愛され、また受け入れられているのである。」彼はこの自らの解釈を「伝統的宗教」（神の救いと好意を得るために戒めや儀式、行いを必要とするという従来の宗教観）や「無神論」（神の存在やその恩恵を否定する考え方）と比較する。また、著書『「放蕩」する神』における放蕩息子のたとえ話の解釈にも彼の福音理解を見ることができる。

### キリスト教弁証者として
ケラーの説教と執筆の特徴は、高等教育を受けキリスト教に対して懐疑的な人々に敬意を払う態度に見ることができる。この文脈における彼の活動は「『放蕩』する神」に集約されており、キリスト教に懐疑的なニューヨーカーとの数々の会話をもとに執筆が行われた。さらに、西洋においてキリスト教文化が（学術的にも文化的にも）失われつつあることを指摘し、現代の非宗教（反宗教）的な文化の中でクリスチャンがキリスト教文化を関連づける必要性についても説いている。創造論に関しては創世記の字義的解釈の立場は取っていないが、伝統的な聖書信仰に立って弁証を行っている。 
弁証論においてケラーはC・S・ルイス、コーネリウス・ヴァン・ティル、ジョン・ストットなどから影響を受けている。 

### 偶像崇拝
ケラーの教えのもう一つの中心的なテーマは偶像崇拝であり、 マーティン・ルター やジャン・カルバン 、そして十戒と聖書の他の部分に基づいて説教を行なっている。 ケラーは、現代の偶像崇拝は、金銭、仕事、性別、権力、そして人々が神以外の人生で重要性と満足感を与えようとするあらゆるものへの中毒または献身という形で今日も続いていると述べている（著書『偽りの神々』に詳述）。

### 社会正義と政治
ケラーはメインライン・プロテスタントの特徴の一つである「社会的福音」に反対している。しかし、彼はまた共和党支持層である宗教右派に対しても否定的で、キリスト教は保守派、リベラル派の枠組みを超えたはるかに広い世界的な運動であると主張する。その一方、律法や善きサマリア人のたとえなどの聖書の教えに基づいて、社会的弱者の必要に応えることや慈善団体へ寄附をすることを推奨している。

### 文化活動への態度
ビジネスの中心であるマンハッタンでの長年の経験から、ケラーはビジネス・アート・企業家などの教職者以外への召命に対して指導的な役割を果たしてきた。リディーマー長老教会ではビジネスマン向けの聖書講座を開催している。また、クリスチャン作家であるC・S・ルイスやJ・R・R・トールキンの愛読者であり、一部の保守的なキリスト教徒から批判されることのあるハリー・ポッターシリーズに対しても肯定的である。

### 性とジェンダーについて
ジェンダーについて、ケラーは聖書からそれぞれの性の役割を守るべきであると主張しているが、具体的なそれぞれの性の役割については明確に言及していない。また、インタビューの中で「結婚は両性間の関係の中でそれぞれに個人的な成長の機会を提供する。」と述べている。彼のジェンダー観と結婚観については著書『結婚の意味』に記載があり、同性愛については聖書の教えと相容れないと考えている。また、マンハッタン宣言の署名人の一人であり、中絶に対しては反対するが、避妊に対しては反対していない。

## 著書
日本語訳が現在手に入るものに限る。
- 「放蕩」する神 キリスト教信仰の回復をめざして（The Prodigal God: Recovering the Heart of the Christian Faith, 2008）廣橋麻子訳（いのちのことば社）以下同じ
- 偽りの神々 かなわない夢と唯一の希望（Counterfeit Gods: The Empty Promises of Money, Sex, and Power, and the Only Hope that Matters, 2009）
- 結婚の意味 わかりあえない2人のために（The Meaning of Marriage: Facing the Complexities of Commitment with the Wisdom of God, 2011）
- この世界で働くということ 仕事を通して神と人とに仕える（Every Good Endeavor: Connecting Your Work to God's Work, 2012）
- イエスに出会うということ 人生の意味と思いがけない答え（Encounters with Jesus: Unexpected Answers to Life's Biggest Questions, 2013）